# Sahan Dosova
Sahan Dosova ou Sajan Dosova (en kazakh : Сaxaн Дocoвa) (27 mars 1879 ? – † 9 mai 2009) était une femme du Kazakhstan dont la longévité a suscité une controverse sur son âge, qui n'a pas été vérifié par le Livre Guinness des records ni par le Centre de recherche en gérontologie.

## Biographie
Sahan Dosova prétend être née dans la région de Karaganda, au Kazakhstan, le 27 mars 1879.
Mariée deux fois, Sahan Dosova est devenue veuve pendant la bataille de Stalingrad, pendant la Seconde Guerre mondiale. Seuls trois de ses enfants sont encore en vie. Elle attribuait sa longue vie à son sens de l'humour. Sa fille Dosava a 76 ans, elle avait donc 54 ans à sa naissance. Selon sa petite-fille aînée, qui s'occupe d'elle, Sahan a grandi orpheline pendant sa petite enfance.
Dans une entrevue accordée en mars 2009, Sahan Dosova avait déclaré : « Je n'ai pas de secret particulier. Je n'ai jamais pris de médicaments et, lorsque j'étais malade, j'utilisais les remèdes de ma grand-mère pour me soigner. Je n'ai jamais mangé de sucreries.» Elle a cependant avoué adorer le kurt, une spécialité locale à base de sel séché, de fromage blanc et de talkan (blé moulu).
Sahan Dosova est décédée le 9 mai 2009, à l'âge revendiqué de 130 ans, environ un mois après s'être fracturé la hanche après avoir glissé et chuté sur le sol de la salle de bains de l'appartement mis à sa disposition en raison de son âge avancé.

## Controverse sur sa longévité
Le cas de Sahan Dosova a été découvert lors d'un recensement au Kazakhstan. Cependant, les affirmations de Dosova suscitent des doutes, car elle ne possédait pas d'acte de naissance et il était courant de compenser sa propre date de naissance par une allégation non vérifiée. Si sa date de naissance déclarée (27 mars 1879) est exacte, Sahan Dosova aurait eu 130 ans et 43 jours au moment de son décès, le 9 mai 2009 ; elle aurait huit ans de plus que Jeanne Calment, une Française décédée en 1997 et dont la longévité confirmée est la plus longue de l'histoire, soit 122 ans et 164 jours.